# Guerra submarina irrestrita

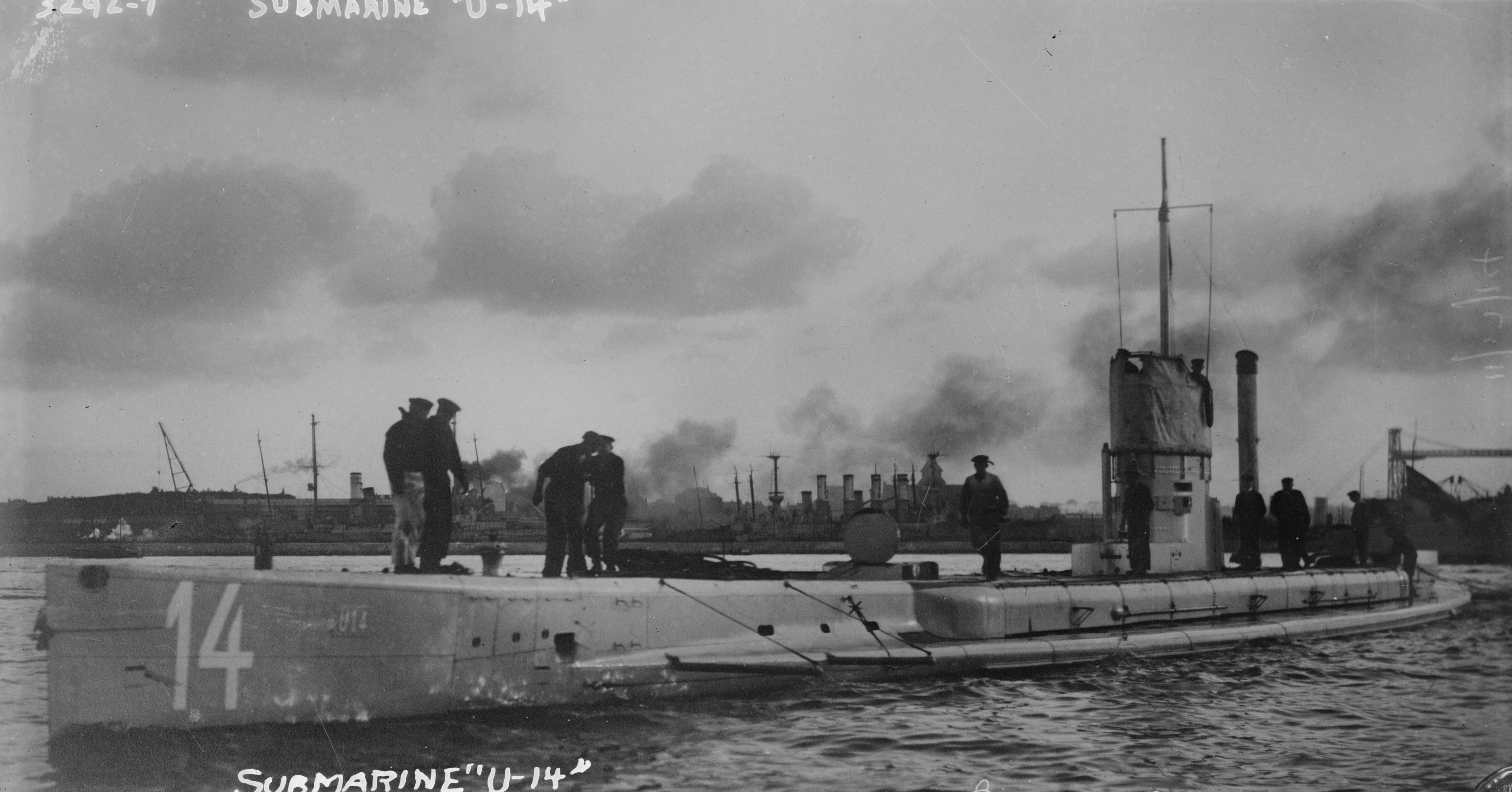
Um U-boat alemão U-14 durante a primeira guerra mundial.

Guerra submarina irrestrita é um tipo de guerra naval onde submarinos são empregados de forma agressiva para atacar forças navais inimigas, especialmente embarcações cargueiras e navios-tanques, sem restrições de neutralidade, nacionalidade ou se tem ou não meios de defesa. Tais ações são feitas no mar sem aviso prévio, não dando chance para o navio alvo tentar se defender ou proteger sua tripulação (em violação da chamada "regra prize"). As regras prize diziam que os submarinos deveriam subir a superfície e então buscar um "local seguro" para a tripulação de um navio antes de afundá-lo, a não ser que o navio não quisesse parar ou oferecesse resistência.
Após a Alemanha adotar uma política de guerra submarina irrestrita a partir de fevereiro de 1917, durante a Primeira Guerra Mundial, os países tentaram limitar ou até abolir os submarinos. Ao invés disso, foi assinado o Tratado Naval de Londres que exigia que os submarinos respeitassem a regra prize. Estas regulamentações não proibiam que navios mercantes usassem armas, o que os tornavam essencialmente em navios de guerra auxiliares e assim, de facto, acabava por remover as proteções das regras prize. Isso fez com que as regulamentações anti-submarino fossem bem menos eficientes.
Esta tática é, até os dias atuais, controversa. A guerra submarina irrestrita aumenta a eficiência dos submarinos em combate e melhora suas chances de sobrevivência, mas muitos consideram tal tática como uma violação das leis da guerra, especialmente quando empregada contra navios de nações neutras em zonas de conflito.